# Traité de Koutchouk-Kaïnardji
 Voir le traité sur Wikisource
Le traité de Kutchuk-Kaïnardji (du turc Küçük Kaynarca « petite source chaude », aussi cité comme Koutchouk-Kaïnardji dans la littérature historique française), est conclu entre l’Empire russe et l’Empire ottoman le 21 juillet 1774, à l’issue de la guerre russo-turque de 1768-1774 qui vit les hospodars phanariotes et la noblesse des principautés danubiennes de Moldavie et Valachie, tributaires de la « Sublime Porte », prendre le parti russe, les populations d’une partie de la Grèce se soulever, et l’expédition des frères Orloff s’y joindre.

## Contenu

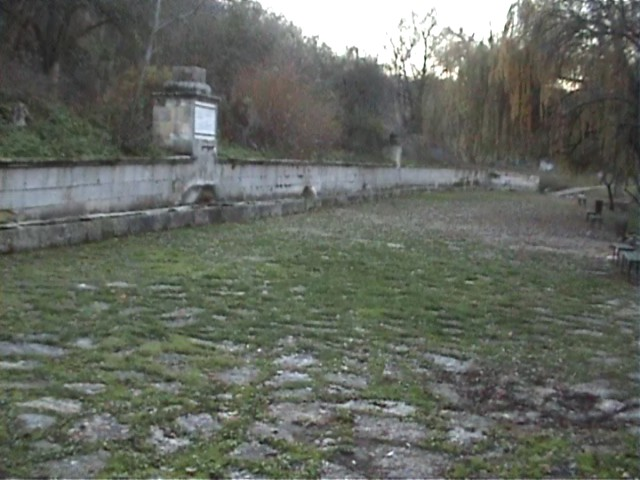
La « petite source chaude » devant laquelle fut négocié ce traité le 21 juillet 1774 (aujourd'hui Kaïnardja en Bulgarie).

Ce traité de paix est fort défavorable aux Ottomans qui doivent céder à l’Empire russe plusieurs places fortes dont Azov, reconnaître les annexions russes en Pologne et l’indépendance au khanat de Crimée (lequel ne tarde pas à passer sous contrôle russe et où le sultan ne conserve qu’une primauté religieuse sur les populations musulmanes tatares), laisser aux navires marchands sous pavillon russe la libre circulation à travers les détroits des Dardanelles et du Bosphore et dans tous les ports ottomans du Levant, mais surtout accorder à la Russie un droit d'ingérence en tant que « protectrice » de tous les orthodoxes du « millet de Roum » de l’Empire ottoman (sans que le patriarche orthodoxe de Constantinople ait été consulté). Les îles grecques qui étaient passées sous contrôle russe pendant le conflit redeviennent ottomanes, mais sont exonérées d'impôts. En outre, ce traité transforme la vassalité des Moldaves et des Valaques envers la « Sublime Porte » en un condominium russo-turc, le Tsar devenant protecteur des hospodars et de l’Église roumaine, le Sultan demeurant le destinataire du tribut versé par ces principautés roumaines.

## Conséquences
Ce traité donne un cadre juridique à l’action de l’Empire russe dans les Balkans sous des motifs religieux, ouvrant la voie aux prémices du panslavisme, au mouvement d’émancipation des chrétiens ottomans, ainsi qu’à la renaissance culturelle grecque, bulgare et roumaine. C’est une étape importante de l’affaiblissement de l’Empire ottoman, commencé en 1699 avec le traité de Karlowitz, et qui s’effondrera en 1923 avec l’abolition du Sultanat et son remplacement par la République turque.
Un certain nombre de marchands et armateurs chrétiens (grecs d’Hydra ou de Mytilène, « phanariotes », boyards des « principautés danubiennes ») se placent sous protectorat russe, font battre pavillon russe à leurs navires et commencent ainsi à faire fortune, préparant, sur les plans financier et naval, la guerre d'indépendance grecque et la révolution roumaine simultanée.